# 杜軫
杜 軫（と しん、生没年不詳）は、中国三国時代から西晋の政治家。字は超宗。蜀郡成都県の人。『晋書』良吏伝に彼の伝がある。父は蜀漢の綿竹県令杜雄、子は西晋の益州刺史杜毗、益州主簿の杜秀。

## 経歴
杜軫は譙周に師事して、経書に博識であり、州に召されたが就かず、郡の功曹となった。魏の侵攻により鄧艾が成都に迫ったとき、杜軫は蜀郡太守に「いま大軍が征服に来ています。必ず旧（蜀漢）を除いて、新（魏）による政治を敷くでしょう。明府は郡を出るべきです。これこそ全くの幸福の道です。」と進言した。太守はこれを聞き入れて、成都を出た。果たして鄧艾が成都を占拠すると、参軍の牽弘を派遣してきた。牽弘は杜軫に、前任の太守の居所を聞いた。杜軫は気を正して「前任の太守は、去り際を知りと、すぐに自発的に官舍を出て、君子を待っておられます」と答えた。牽弘は、杜軫の答えを聞き立派な人物だと見込んだ。牽弘は杜軫を功曹に推薦したが、杜軫はこれを固辞した。
ただしこの蜀郡太守への進言のくだりは、『華陽国志』では鍾会が討蜀軍の全権を掌握したあとの出来事としている。太守は南陽の張府君としているが、人物不詳。また、使者の牽弘の官号は鎮西参軍となっている。遠征軍内での確執の影響がみてとれる。
泰始4年（268年）3月、同門の羅憲によって常忌、寿良、陳寿、高軌、呂雅、許国、費恭、諸葛京、陳裕らと共に武帝司馬炎に推薦された後、孝廉に挙げられ、建寧の県令になった。德政によって人民を導き、教化は大いに行われ、異民族も漢民族も進んで服属した。任期が満了して杜軫が帰還しようとすると、群の異民族たちから見送られ、贈り物がとても多かった。だが杜軫は一切受け取らず、来たときと同じ身軽さで去った。
まもなく池陽の県令に転任。雍州十一郡の中で、最も良政であった。百姓は杜軫が生きているうちに祠を建て、罪人も怨み言を吐くことはなかった。尚書郎に遷されると、奏議の多くが採用された。涪の人である李驤が同時期に尚書郎となり、杜軫と並んで名声があった。2人が論議すると、朝廷には付いていける者はおらず、「蜀に二郎あり」と賞賛された。杜軫はのちに犍為郡太守を拝し、大きく名声を博した。司馬炎はその学才と器量を聞き内侍として用いようと考えていたが、病気にかかり、51歳で亡くなった。

## 親族
- 父
  - 杜雄：字は伯休、蜀漢の綿竹県令

- 弟
  - 杜烈：字は仲武、西晋の湘東郡太守。公正、純粹な人柄で兄に並ぶ名声があり、王崇、寿良、李密、陳寿、李驤と共に梁益二州を代表する俊傑とされた。突出した治績を上げ、蜀の土地が栄えたのは、杜烈のおかげであるという[1]。
  - 杜良：字は幼倫、西晋の建寧郡太守。秀才として推挙された。

- 子
  - 杜毗：字は長基、秀才と名高く弟と共に“二鳳”と称された。東晋の益州刺史。
  - 杜秀：字は彦穎、益州刺史羅尚の主簿となったが成漢の皇族李驤に捕らえられ、司馬として用いるつもりであったが、降伏を拒んで李驤に若くして斬られた。

- 孫
  - 杜歆：杜毗の次男、秀才として推挙された。